# Proasellus polychaetus
Proasellus polychaetus är en kräftdjursart som beskrevs av Dudich 1925. Proasellus polychaetus ingår i släktet Proasellus och familjen sötvattensgråsuggor. Utöver nominatformen finns också underarten P. p. dudichi.